# Cinéma taïwanais
 (novembre 2018).
Si vous disposez d'ouvrages ou d'articles de référence ou si vous connaissez des sites web de qualité traitant du thème abordé ici, merci de compléter l'article en donnant les références utiles à sa vérifiabilité et en les liant à la section « Notes et références ».
Le cinéma taïwanais est un des quatre courants du cinéma sinophone, avec celui de la Chine continentale, de Singapour et de Hong Kong.
L'histoire du cinéma taïwanais est indissociable de celle de l'île.

## De 1900 à 1970

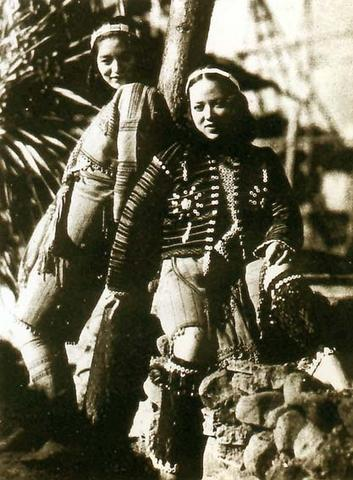
Film taïwanais de 1940 réalisé par Elizabeth Yong Zhong, avec Li Xianglan

De 1895 à 1945, Taïwan est une colonie japonaise et son cinéma (1900 à 1945) est fortement influencé par le cinéma japonais. Ainsi, l'utilisation de benshi, des narrateurs accompagnant les films muets est repris sous le nom de "benzi".
Le premier film tourné à Taïwan serait "An Introduction to the Actual Condition of Taiwan" (Une introduction à la situation actuelle de Taïwan (1907, Toyojirō Takamatsu).
Les acteurs taïwanais ne peuvent d'ailleurs pas tourner jusqu'en 1922 avec The Eyes of Buddha. En 1925 Whose Fault Is It est considéré comme le premier film vraiment taïwanais.
Le début de la seconde guerre sino-japonaise interrompt la production cinématographique jusqu'en 1945, en raison de la politique de nipponisation qui contraint les Taïwanais à parler japonais en public et conséquemment rend illégale la projection des films accompagnés d'un benshi taïwanais.
Le cinéma taïwanais renaît à partir de 1949 et la fin de la guerre civile entre les partisans du Parti communiste chinois les nationalistes du Kuomintang, où de nombreux réalisateurs favorables à Tchang Kaï-chek rejoignent Taïwan.
Durant cette période, les premiers films produits sont des films officiels en mandarin choisis par le gouvernement qui voulait unifier le pays en déclarant le mandarin comme langue officielle. Les films en d'autres dialectes, notamment le taïwanais, disparaissent peu à peu faute de subvention de l'État.
Les années 1960 marquent le début de la modernisation rapide de Taïwan avec la focalisation du gouvernement sur l'économie, le développement industriel et l'éducation. En 1963, il crée la Central Motion Picture Corporation (CMPC) qui introduit le mélodrame dit du "réalisme sain". Le genre doit aider à construire des valeurs morales traditionnelles, considérées comme importantes dans la rapide transformation de la structure socio-économique. À cette période, les films d'arts martiaux en costumes et les mélodrames sont également populaires. 
L'un des genres les plus populaires des années 1960 et 1970 est le « film de Chiung Yao », c'est-à-dire des adaptations des romans sentimentaux de l'écrivaine à succès Qiong Yao : 50 film sont ainsi produits entre 1964 et 1983, et plusieurs sont des succès critiques et commerciaux.
Le « réalisme sain » disparaît peu à peu au profit de mélodrames qui traitent néanmoins toujours de l'ambivalence entre les mutations sociétales et la morale.
Avec le relâchement de la censure à la fin des années 1970, le genre du réalisme social se développe autour de films consacrant la violence masculine et une approche misogyne de la sexualité.

## 1982: la nouvelle vague taïwanaise
Au début des années 1980, les films deviennent populaires avec le développement des cassettes vidéo. Cependant, l'industrie taïwanaise est en difficulté à cause du non-renouvellement des réalisateurs installés et de l'entrée en force des films de divertissement hongkongais.
Afin de rivaliser avec les films hongkongais, le CMP supporte des jeunes réalisateurs taïwanais. En 1982, le film In Our Time comprend quatre jeunes réalisateurs talentueux (Edward Yang (1947-2007), Tao De-chen, Ke I-jheng, et Jhang Yi) et est le précurseur de ce qui deviendra la nouvelle vague qui renouvellera le cinéma taiwanais. Celle-ci commence vraiment avec Growing Up de Chen Kunhou (1939-) et The Sandwich Man coréalisé par des jeunes réalisateurs dont Hou Hsiao-hsien.
Contrastant avec les mélodrames ou les films d'action des décennies précédentes, les films de la nouvelle vague sont connus pour leur style réaliste et leurs portraits de la vie taïwanaise. Ces films, cherchant à donner une vision authentique de la vie urbaine et rurale sont souvent rapprochés du cinéma néoréaliste italien. Cet accent sur le réalisme est accentué par des innovations narratives. Ainsi, la convention narrative classique basée sur le climax est abandonnée au profit d'histoires progressant au rythme de la vie réelle.
La nouvelle vague examine ainsi de nombreux aspects de la société taïwanaise de l'époque comme l'urbanisation, la lutte contre la pauvreté et les conflits avec les autorités. Par exemple, La Cité des douleurs  de Hou Hsiao-hsien traite des conflits entre les taïwanais locaux et le gouvernement nationaliste chinois après la fin de l'occupation japonaise. Taipei Story et Confusion chez Confucius de Edward Yang explorent la confusion entre les valeurs traditionnelles et le matérialisme moderne dans la jeunesse urbaine. Ces deux réalisateurs bien qu'ils possèdent leur propre style sont considérés comme les chefs de file de la nouvelle vague. Ils ont gagné une renommée internationale avec notamment un Lion d'Or à la Mostra de Venise pour Hou Hsiao-hsien.
De plus, la nouvelle vague met en avant l'identité taïwanaise que le gouvernement avait occulté. Ainsi des films mettent en avant la diversité linguistique de Taïwan en tournant en taïwanais et en hakka et plus seulement en mandarin. Les réalisateurs s'attaquent aussi à des tabous sociaux et tentent de concilier les exigences artistiques et commerciales.

## Les années 1990: la seconde vague
La nouvelle vague donne naissance à une seconde vague qui est moins sérieuse et plus accessible, sans renier le souci de décrire la société taïwanaise.
Ainsi, Vive l'amour de Tsai Ming-liang qui remporte le Lion d'Or de Venise en 1994, dépeint l'isolation, le désespoir et l'amour entre de jeunes adultes de Taipei. The Peach Blossom Land de Stan Lai est une tragi-comédie sur des groupes d'acteurs répétant des pièces différentes sur la même scène, qui remporte des récompenses aux festivals de Tokyo et Berlin.
Ang Lee, est certainement le réalisateur le plus connu de la seconde vague. Ses premiers films Pushing Hands (1991), Garçon d'honneur (1993), et Salé, Sucré (1994) se concentrent sur les conflits générationnels et culturels dans les familles modernes. Plus récemment, il s'est démarqué de la nouvelle vague en revisitant le genre wuxia avec Tigre et Dragon qui remporte un succès immense à l'étranger.

## Les années 2000
En 2008, la sortie de Cape No. 7 de Wei Te-Sheng et l'immense succès qui l'accompagne donne un coup de fouet à l'industrie cinématographique de Taïwan.
Monga de Doze Niu illustrant les gangs du quartier de Wanhua fait un tabac en 2010.
Au revoir Taipei d'Arvin Chen obtient le prix du meilleur film au festival du film asiatique de Berlin. Pinoy Sunday de Wi Ding Ho a obtenu le prix du « meilleur nouveau réalisateur » au 47e Festival du Cheval d’or de Taipei.

## Galerie

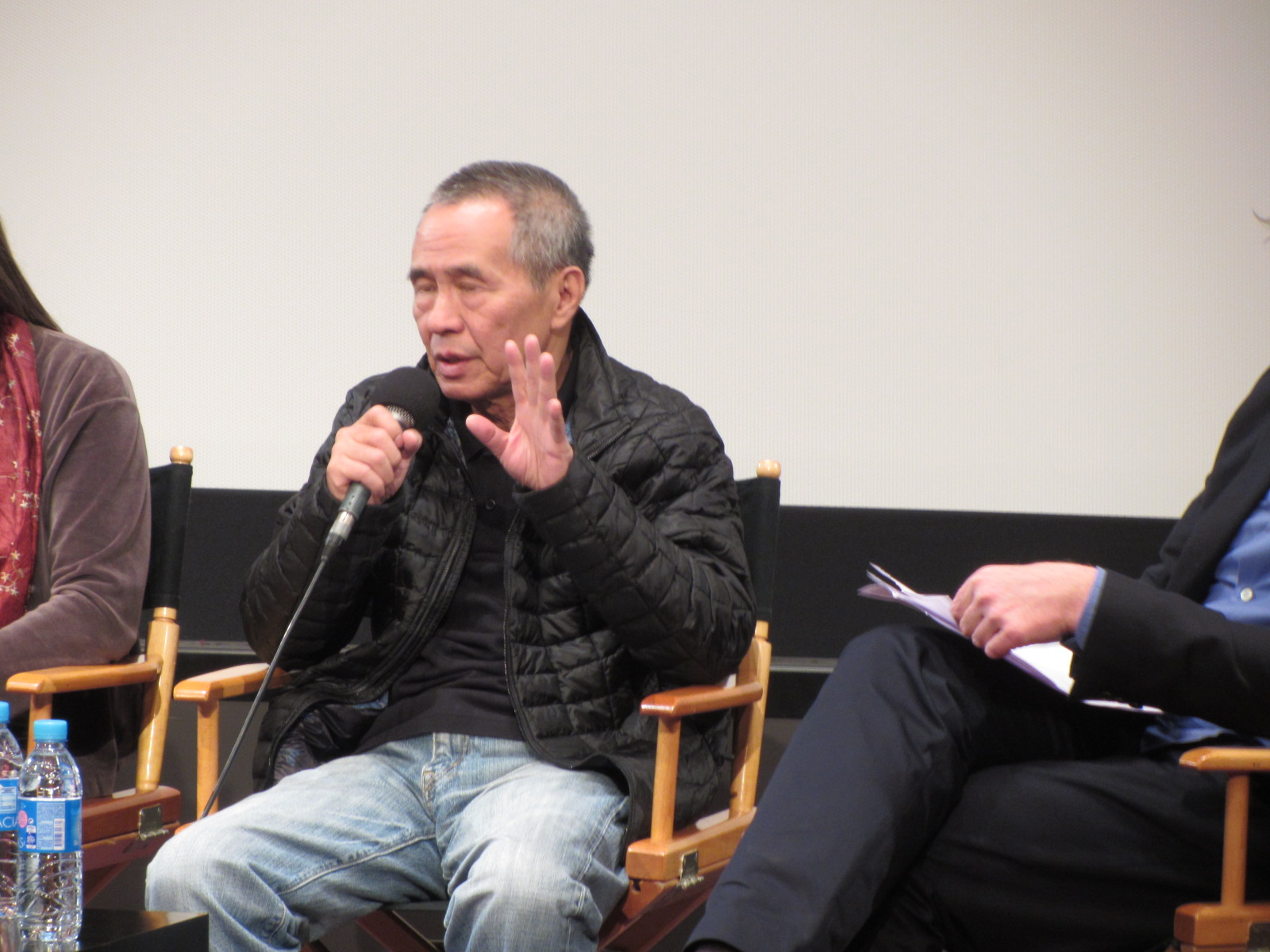
Hou Hsiao-hsien (1947)
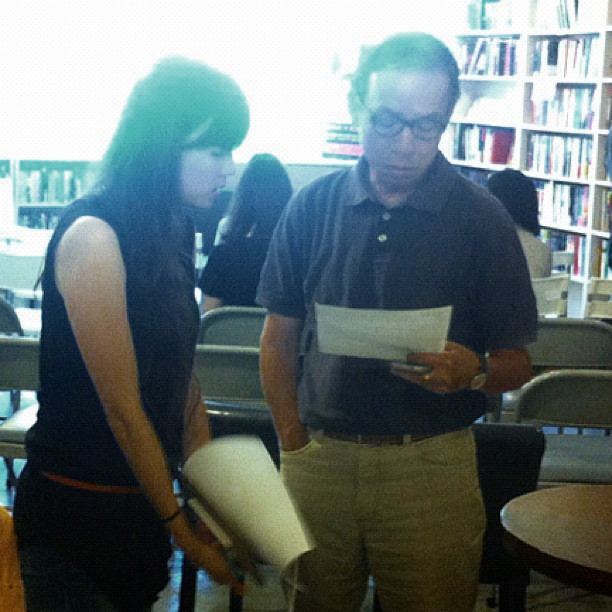
Wu Nien-jen (1952)
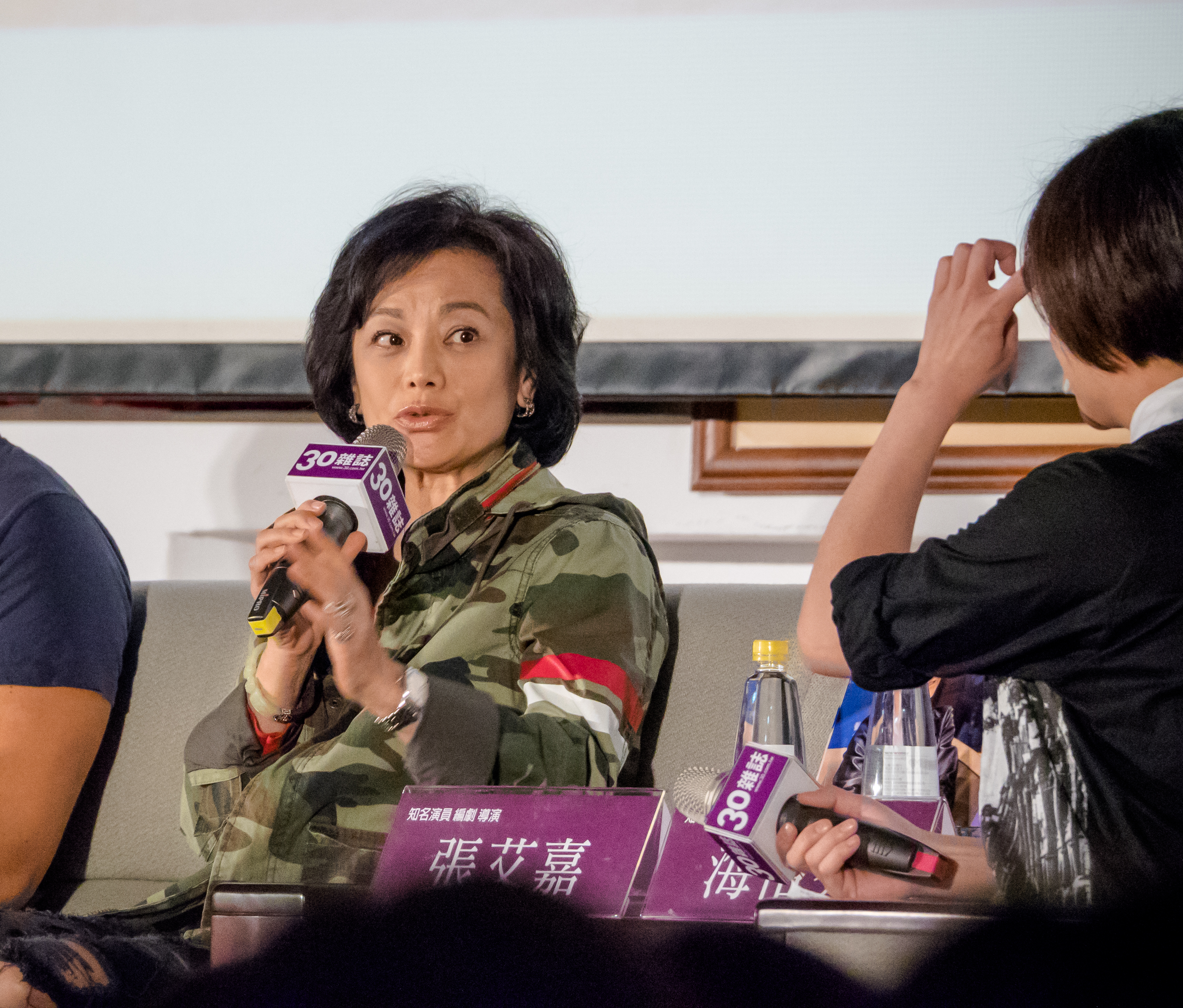
Sylvia Chang (1953)
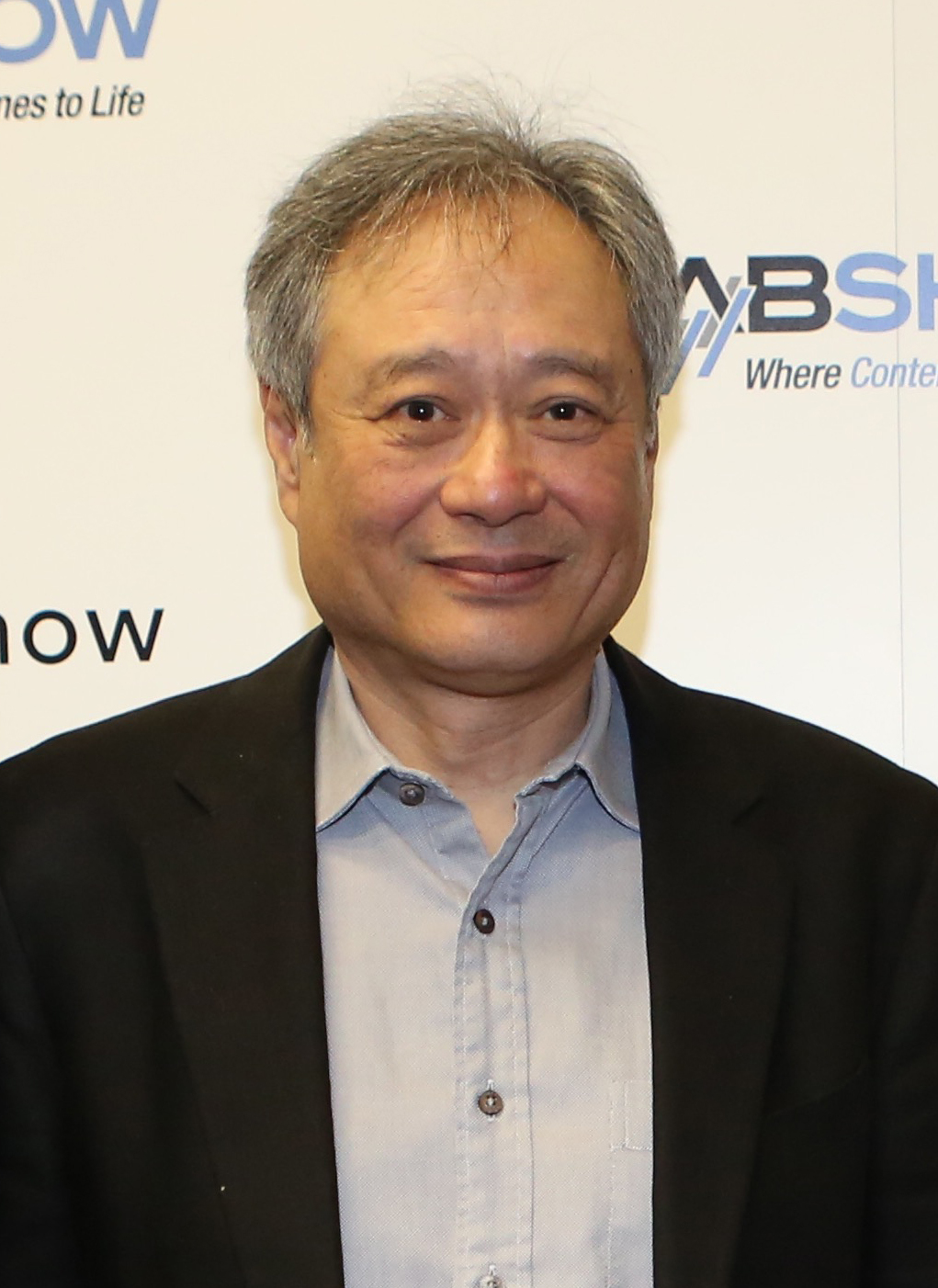
Ang Lee (1954)
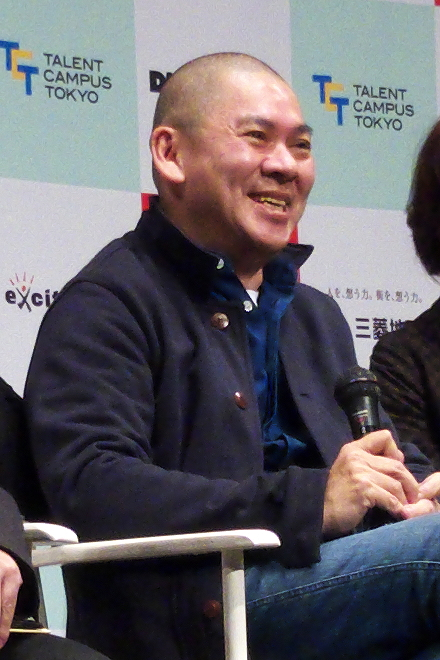
Tsai Ming-liang (1957)
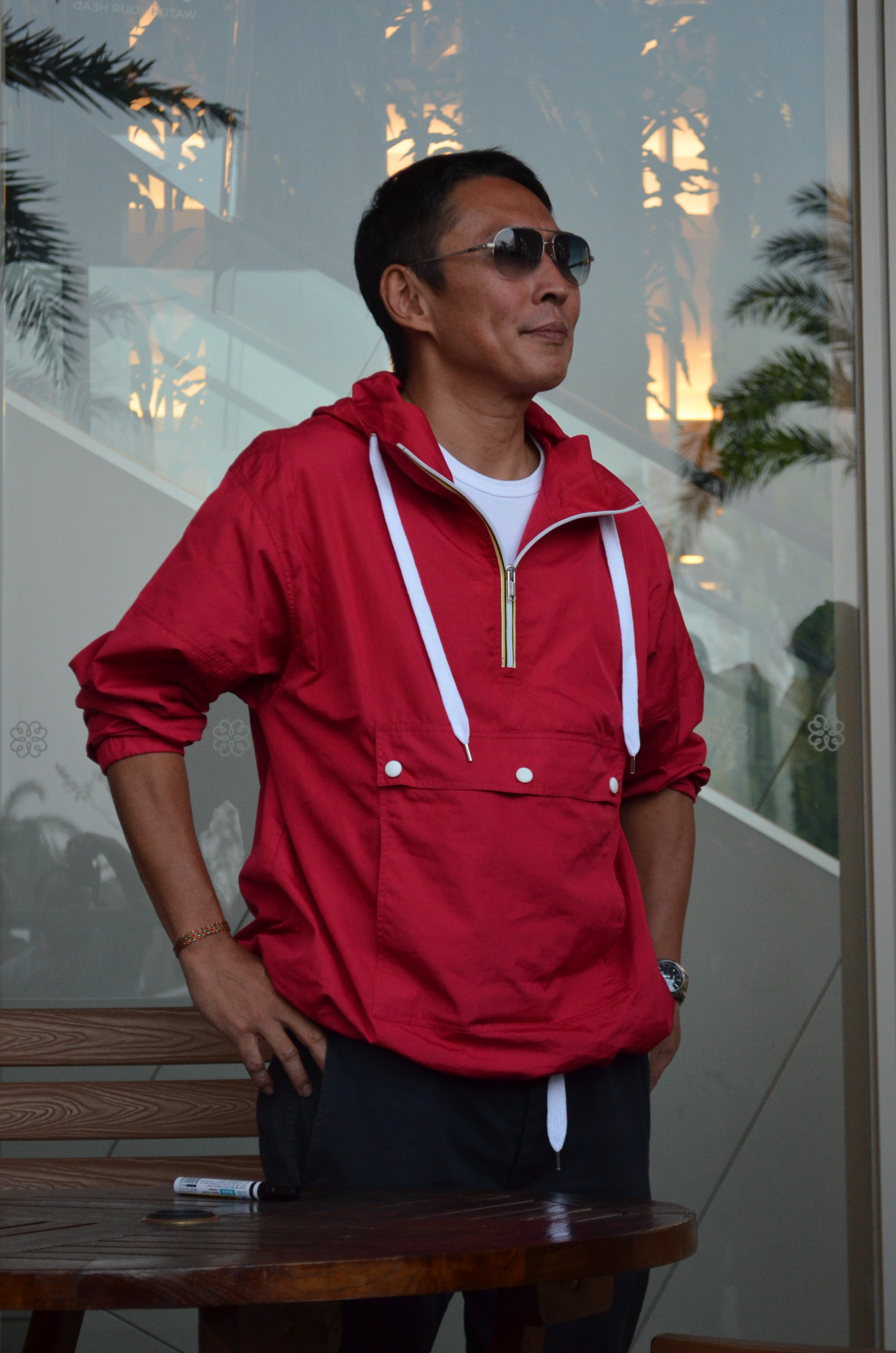
Doze Niu (1966)
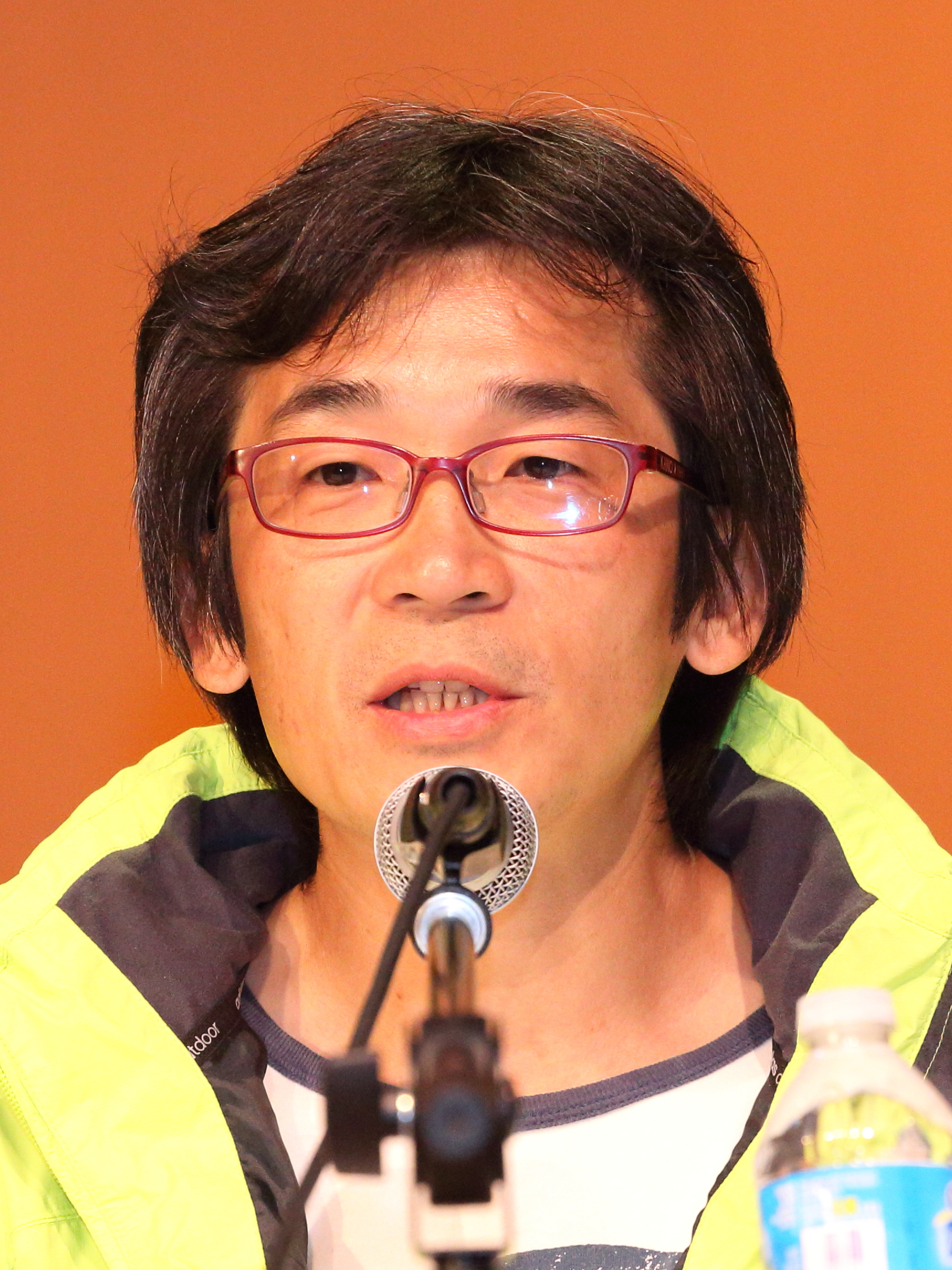
Wei Te-Sheng (1969)
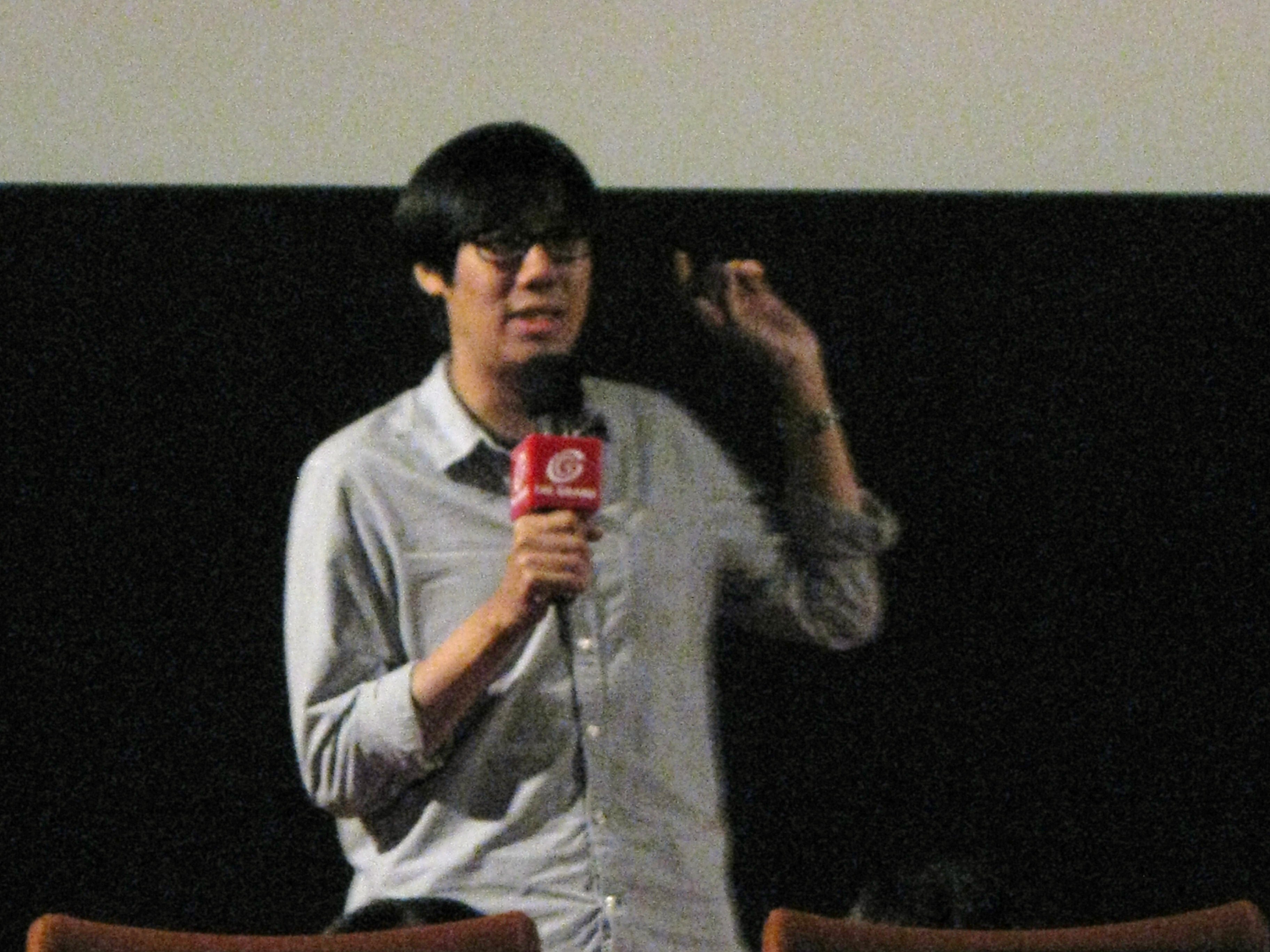
Arvin Chen (1978)

## Institutions
- Golden Horse Film Festival and Awards (1962)
- Autres festivals : Kaohsiung Film Festival, Taipei Film Festival, Taiwan International Documentary Festival, Taiwan International Ethnographic Film Festival, Festival international du film queer de Taïwan, Women Make Waves
- Taiwan Film and Audiovisual Institute (en) (TFI, 1967) et "Chinese Taipei Film Archive"
- Taipei Film Commission (en) (2007)
- Next Animation Studio (en)
- Taiwan Film Institute (en)
- Broaden Media Academy (en) (BMA)

### Listes et catégories
- (en) Films A-Z, Films (chronologie)
- (en) Réalisateurs,  Scénaristes, Acteurs
- Liste d'actrices taiwanaises (en)
- Liste de films taiwanais retenus pour l' (en)Oscar du meilleur film international